# 井田南町
井田南町（いだみなみまち）は、愛知県岡崎市の町名である。丁番を持たない単独町名である。

## 地理
岡崎市のやや北西に位置する。主に住宅地を形成している。13個の番地を持つ。

### 番地
| - 1 - 2 - 3 - 4 | - 5 - 6 - 7 | - 8 - 9 - 10 | - 11 - 12 - 13 |

## 世帯数と人口
2019年（令和元年）5月1日現在の世帯数と人口は以下の通りである。
| 町丁     | 世帯数  | 人口  |
| -------- | ------- | ----- |
| 井田南町 | 256世帯 | 537人 |

### 人口の変遷
国勢調査による人口の推移
| 1995年（平成7年）  | 205人 | [ 6 ]  |  |
| 2000年（平成12年） | 428人 | [ 7 ]  |  |
| 2005年（平成17年） | 541人 | [ 8 ]  |  |
| 2010年（平成22年） | 549人 | [ 9 ]  |  |
| 2015年（平成27年） | 541人 | [ 10 ] |  |

## 小・中学校の学区
市立小・中学校に通う場合、学区は以下の通りとなる。
| 番・番地等 | 小学校             | 中学校             |
| ---------- | ------------------ | ------------------ |
| 全域       | 岡崎市立広幡小学校 | 岡崎市立城北中学校 |

## 歴史
額田郡井田村の一部を前身とする。

### 沿革
- 1976年（昭和51年）3月25日 - 岡崎都市計画中部土地区画整理事業により、井田町及び伊賀町の一部が分離され井田南町となった[1]。

## 交通
道路
- 国道248号

## 施設
- MINEZAWA 本社
- 日通商事 名古屋支店岡崎工場
- コナミスポーツクラブ岡崎
- ガスト 岡崎北店
- カーブス 岡崎井田店
- ミニストップ 井田南店
- セブンイレブン 岡崎井田南町店

## その他

### 日本郵便
- 郵便番号 : 444-0068[4]（集配局：岡崎郵便局[12]）。

## 参考資料
- 「角川日本地名大辞典」編纂委員会 編『角川日本地名大辞典 23 愛知県』角川書店、1989年3月8日。ISBN 4-04-001230-5。
- 有限会社平凡社地方資料センター 編『日本歴史地名体系第23巻 愛知県の地名』平凡社、1981年。ISBN 4-582-49023-9。